# JC (シンガーソングライター)
JC（ジェイシー）はアメリカ合衆国アトランタ出身のR&Bシンガーソングライター。フルネームはJustin Crowder（ジャスティン・クラウダー）。

## バイオグラフィ
サウス・ヒップホップ界のグラミー賞とも言われるSouthern Entertainment Awardsで「All Of Me」が年間最優秀インディR&Bアルバムに輝いた。

## ディスコグラフィ
- All of Me (2005)
- Encore (2012)